# Алма-Ата (футбольный клуб)
«Алма-Ата» — казахстанский футбольный клуб из Алма-Аты, функционировавший в 2000—2008 годах. В 2004—2008 годах выступал в высшем дивизионе чемпионата Казахстана, Обладатель Кубка Казахстана 2006 года. Был расформирован в 2008 году в связи с финансовыми проблемами, объединившись с футбольным клубом «Мегаспорт» в клуб «Локомотив».

## Названия
- 2000—2003 — «Цесна»
- 2004—2008 — «Алма-Ата»

В 2004 году был образован фарм-клуб «Цесна» (Алма-Ата), который играл в Первой лиге, вплоть до образования турнира дублёров в 2008 году.

## История
Клуб был организован в 2000 году под названием ФК «Цесна». С 2003 года участвовал в турнирах мастеров, в 2004 году сменил название на «Алма-Ата». Клуб проводил домашние игры на Центральном стадионе города Алматы.
С 2004 года клуб участвовал в высшем дивизионе Казахстана. Лучшим из сезонов клуба является 2006 год, который клуб завершил на пятом месте и завоевал Кубок Казахстана. Благодаря победе в Кубке команда квалифицировалась в Кубок УЕФА 2007/08, из которого выбыла после первого отборочного раунда. «Алма-Ата» играла со словацким ФК «ВиОн Злате Моравце»: проиграла ему один матч 1:3, а второй свела вничью 1:1.
По окончании сезона 2008 года «Алма-Ата» благодаря участию в финале Кубка Казахстана завоевала право участвовать в Кубке УЕФА, однако 15 декабря 2008 года руководство клуба заявило о его расформировании. Впоследствии было объявлено об объединении «Алма-Аты» и «Мегаспорта» и создании нового футбольного клуба «Локомотив».
Самые крупные победы
- 5:0 «Шахтёр-Юность» (Караганда) (2006)
- 4:0 «Семей» (Семипалатинск) (2004)
- 4:0 «Тараз» (2007)
- 4:0 «Окжетпес» (2007)

Самые крупные поражения
- 0:5 «Тобол» (Костанай) (2004)
- 0:5 «Тобол» (Костанай) (2005)

## Статистика выступлений

### Чемпионаты и Кубок Казахстана
| Сезон | Дивизион                               | Место | И  | В  | Н | П  | М     | О  | Кубок Казахстана | Бомбардиры в чемпионате                         |
| ----- | -------------------------------------- | ----- | -- | -- | - | -- | ----- | -- | ---------------- | ----------------------------------------------- |
| 2003  | Первая лига. Конференция Северо-Восток | 2     | 22 | 15 | 3 | 4  | 61-22 | 48 | 1/16 финала      | Е. Уразаев — 20                                 |
| 2004  | Суперлига                              | 18    | 36 | 4  | 8 | 24 | 22-53 | 22 | 1/8 финала       | С. Остапенко, Е. Уразаев — по 4                 |
| 2005  | Суперлига                              | 13    | 30 | 9  | 3 | 18 | 30-43 | 30 | 1/8 финала       | С. Остапенко, О. Литвиненко — по 7              |
| 2006  | Суперлига                              | 5     | 30 | 13 | 9 | 8  | 36-29 | 45 | Обладатель Кубка | Ж. Ирисметов — 17 (лучший бомбардир чемпионата) |
| 2007  | Суперлига                              | 6     | 30 | 13 | 5 | 12 | 35-32 | 41 | 1/16 финала      | Ж. Ирисметов — 17 (лучший бомбардир чемпионата) |
| 2008  | Премьер-лига                           | 8     | 30 | 10 | 7 | 13 | 33-39 | 37 | Финалист         | Ж. Кукеев — 6                                   |

### Еврокубки
| Сезон   | Турнир               | Результат                                              |
| ------- | -------------------- | ------------------------------------------------------ |
| 2007/08 | Кубок УЕФА 2007/2008 | Первый отборочный раунд: «ВиОн» Злате Моравце 1:3, 1:1 |

## Достижения
- Обладатель Кубка Казахстана: 2006
- Финалист Кубка Казахстана: 2008

## Тренеры
| Годы работы | ФИО            |
| ----------- | -------------- |
| 2004        | Эдгар Гесс     |
| 2005        | Игорь Романов  |
| 2005—2007   | Антониус Йоор  |
| 2007        | Арно Пайперс   |
| 2008        | Марко Брагонья |
| 2008        | Бернд Шторк    |